# Mykołajiwka Druha (obwód doniecki)
Mykołajiwka Druha (ukr. Миколаївка Друга) – wieś na Ukrainie, w obwodzie donieckim, w rejonie bachmuckim. W 2001 liczyła 7 mieszkańców.